# Chrysso arops
Chrysso arops is een spinnensoort in de taxonomische indeling van de kogelspinnen (Theridiidae).
Het dier behoort tot het geslacht Chrysso. De wetenschappelijke naam van de soort werd voor het eerst geldig gepubliceerd in 1962 door Herbert Walter Levi.